# بروس بروكس
بروس بروكس (بالإنجليزية: Bruce Brooks)‏ هو كاتب وكاتب للأطفال أمريكي، ولد في 23 سبتمبر 1950.